# Pieter-Jan Hannes
Pieter-Jan Hannes (né le 30 octobre 1992 à Mortsel) est un athlète belge, spécialiste des courses de demi-fond.

## Biographie
En 2013, il remporte l'épreuve du 1 500 mètres des championnats d'Europe espoirs, à Tampere en Finlande. Il réalise en juin 2013 les minima B pour les mondiaux de Moscou en portant son record personnel à 3 min 35 s 97 à Rabat.

## Palmarès
| Date | Compétition                                        | Lieu      | Résultat | Épreuve | Temps         |
| ---- | -------------------------------------------------- | --------- | -------- | ------- | ------------- |
| 2013 | Championnats d'Europe espoirs                      | Tampere   | 1er      | 1 500 m | 3 min 43 s 83 |
| 2013 | Championnats d'Europe espoirs de cross-country     | Belgrade  | 1er      | espoirs | 24 min 02 s   |
| 2015 | Championnats d'Europe par équipes (Première Ligue) | Heraklion | 3e       | 1 500 m | 3 min 41 s 54 |

### Championnats de Belgique
| Outdoor | 2014 |
| ------- | ---- |
| 800 m   | 2e   |

## Records
| Épreuve | Performance   | Lieu           | Date            |
| ------- | ------------- | -------------- | --------------- |
| 800 m   | 1 min 47 s 30 | Oordegem       | 6 juillet 2013  |
| 1 500 m | 3 min 34 s 49 | Heusden-Zolder | 19 juillet 2014 |
| 1 mile  | 3 min 51 s 84 | Oslo           | 11 juin 2015    |
| 3 000 m | 7 min 54 s 06 | Herentals      | 1er mai 2013    |

| Épreuve | Performance   | Lieu       | Date            |
| ------- | ------------- | ---------- | --------------- |
| 1 500 m | 3 min 37 s 30 | Birmingham | 21 février 2015 |
| 3 000 m | 7 min 47 s 55 | Prague     | 6 mars 2015     |